# Marie Gallison-Reuter
Marie Gallison-Reuter, bis 1885 Marie Reuter (* 24. Mai 1861 in Lübeck; † 11. September 1954 in Düsseldorf-Kaiserswerth), war eine deutschamerikanische Schullehrerin, Sängerin, Musikpädagogin, Chorleiterin sowie Schwester der Kaiserswerther Diakonie.

## Leben
Marie Reuter wuchs mit ihren vier Brüdern als Tochter einer aus dem Rheinland stammenden Mutter und eines Gymnasial-Oberlehrers des Katharineums zu Lübeck im Milieu des protestantischen Bildungsbürgertums auf. Aufgrund ihrer herben äußeren Erscheinung und ihres ungestümen Wesens trug sie den Spitznamen „die Hex“. Als sie im Alter von fünfzehn Jahren auf einem Familientreffen ihren Berufswunsch Sängerin äußerte, erntete sie nur Gelächter. Innerhalb des engsten Familienkreises für unmusikalisch gehalten, fand ihre klangvolle Altstimme jedoch bei einer Tante väterlicherseits, die ihr Gesangsunterricht erteilte, eine erste Förderung. Eine Cousine war die Malerin Elisabeth Reuter. 
Dem Rat ihrer Mutter folgend, wurde sie zunächst Lehrerin. Das entsprechende Studium begann sie in ihrer Heimatstadt und setzte es am Lehrerinnenseminar der Kaiserswerther Diakonie fort, wo sie durch „unerbittlich strenge Zucht (…) für den Lebenskampf gestählt“ wurde, wie sie in ihren Erinnerungen später schrieb. Kenntnisse der englischen Sprache, die sie im Kaiserwerther Unterricht erwarb, vertiefte sie in der Freundschaft mit ihrer Mitschülerin Dora Brooke (1861–1945), einer in Indien geborenen Tochter eines Engländers und einer Deutschen, die später selbst eine Diakonissin wurde und mit der Gallison-Reuter zeitlebens in Kontakt stand. Klavierunterricht erteilte ihr die Musiklehrerin Lina Schorsch (1851–1919). 1881 absolvierte Marie Reuter ihr Examen als Lehrerin für mittlere und höhere Schulen.
Anschließend besuchte sie Dr. Hoch’s Konservatorium in Frankfurt am Main, wo der Gesangspädagoge Julius Stockhausen sie unterwies und sie Größen des Musiklebens wie Johannes Brahms, Clara Schumann und Anton Grigorjewitsch Rubinstein persönlich kennenlernte. Eine ihrer Frankfurter Mitschülerinnen war die spätere Schriftstellerin Monika Hunnius. Ihre gesangliche Ausbildung setzte Marie Reuter sodann in Paris bei Pauline Viardot-García fort, die als Lehrerin am Pariser Konservatorium den Ruf genoss, die bedeutendste Gesangspädagogin ihrer Zeit zu sein. Im Salon von Viardot-García knüpfte sie Kontakte zu bedeutenden Persönlichkeiten. Weiterhin in Paris wohnend, reiste Marie zu ersten Konzertauftritten nach Deutschland.
In Paris lernte Marie Reuter 1884 ihren Mann kennen, den US-amerikanischen Landschaftsmaler Henry Hammond Gallison. Nachdem das Paar, das 1885 heiratete, aber kinderlos blieb, eine Weile in Frankreich und Italien gelebt hatte, zog es nach Massachusetts in die Vereinigten Staaten, wo es zunächst in Franklin, ab 1891 in Cambridge lebte. Weil ihr psychisch kranker Schwager das Familienvermögen durchgebracht hatte und ihr Gatte als Landschaftsmaler, als Rechtsanwalt und als Assistenzarzt seines Cousins Jeffrey Cushing Gallison nicht genug Geld verdiente, musste Marie Gallisson-Reuter, die im öffentlichen Leben als „Mrs. H. H. Gallison“ auftrat, eine Tätigkeit als Lehrerin für Französisch und Deutsch an einer Privatschule annehmen. Auch betätigte sie sich als Kirchen- und Konzertsängerin und trat unter anderem mit dem Boston Symphony Orchestra auf. Daneben begann sie an der Dean Academy in Franklin und am New England Conservatory of Music in Boston als Musikpädagogin zu wirken, auch am Radcliffe College im Cambridge, wo sie mit der von ihr 1898 gegründeten Radcliffe Choral Society als 1899 gewählte Chorleiterin den ersten Frauencollege-Chor der Vereinigten Staaten führte. Ein Höhepunkt ihrer musikalischen Karriere war um 1913 der gemeinsame Auftritt der Chöre von Radcliffe und Havard (geleitet von Archibald Thompson Davison) in der Boston Symphony Hall zur Aufführung von Glucks Oper Orfeo ed Euridice unter Karl Muck. Berufstätig blieb sie in den Vereinigten Staaten insgesamt 35 Jahre.
1910 starb ihr seit 1908 gesundheitlich angeschlagener Ehemann an einem Schlaganfall. Seinen künstlerischen Nachlass ließ sie mit Hilfe des französischen Kunsthistorikers Jean Guiffrey (1870–1952) als geschlossene Ausstellung durch Europa reisen. 1915, während des Ersten Weltkriegs, ließ sie sich beim Radcliffe College beurlauben und reiste 1916 über Norwegen und Dänemark nach Deutschland, dem sie patriotisch verbunden war. In drei Artikeln berichtete sie in dem amerikanischen Wochenmagazin The Outlook von ihren Erfahrungen. Unter dem Eindruck der Deutschenfeindlichkeit, die Teile der US-amerikanischen Gesellschaft ergriffen hatte, löste sie Ende 1919 ihren amerikanischen Haushalt auf und reiste im Auftrag des American Friends Service Committee nach Deutschland, um wöchentliche Berichte über die Hilfsbedürftigkeit der Bevölkerung in den deutschen Städten abzuliefern. Im Herbst 1920 kehrte sie zu Vorträgen in die Vereinigten Staaten zurück, um Gelder für die „Quäkerspeisung“ zu sammeln, insbesondere bei Deutschamerikanern in New York. Bis zum Sommer 1922, als das Quäker-Hilfprogramm der „Drei-Millionen-Spende“ eingestellt wurde, pendelte sie zwischen den Ländern. Bei einem Abschiedsempfang, zu dem Reichspräsident Friedrich Ebert auch Marie Gallison-Reuter nach Berlin geladen hatte, forderte sie das deutsche Staatsoberhaupt vor der gesamten Gesellschaft dazu auf, Ernst mit den Schlagwörtern „Los von Versailles“ und „Weg mit der Schuldlüge“ zu machen. Im gleichen Jahr lernte Gallison-Reuter die Schwedin Elsa Brändström kennen, mit der sie brieflich in Kontakt blieb und für deren Hilfsorganisation sie ebenfalls Geld sammelte.
Am 15. Juni 1922 bereits als „Hilfsschwester“ in den Orden der Kaiserswerther Diakonissen aufgenommen, setzte sich Marie Gallison-Reuter dort im Dezember 1925 zur Ruhe. Als Schwester trug sie eine besondere, an amerikanischen Vorbildern angelehnte schwarze Tracht mit einer silbernen Brosche in Herzform, die sie für ihre Vortragsreisen in den Vereinigten Staaten selbst entwickelt hatte. Im Kaiserswerther Mutterhaus schrieb sie an ihren Erinnerungen, die mit einem Vorwort von Siegfried von Lüttichau unter dem Titel Aus meinem Leben in zwei Welten zwischen 1927 und 1950 mehrfach aufgelegt wurden und allein bis 1929 mit einer Auflagenhöhe von 15.000 Exemplaren in den Buchhandel gingen. Hierzu wurden Vorträge in Deutschland veranstaltet, deren Honorare sie für die Anlage eines Tiefenbrunnens in Kaiserswerth stiftete. Unter anderem sprach sie in der Frankfurter Paulskirche vor 2000 Zuhörern. In den 1920er Jahren wirkte sie außerdem noch als Korrespondentin für amerikanische Zeitungen, wobei sie für die besondere Situation Deutschlands Verständnis zu wecken suchte. In den 1930er Jahren wurde sie von Adolf Hitler zu einem Gespräch empfangen. Diesen empfand sie seinerzeit als „Idealisten, der immer in den Wolken schwebte“, doch erkannte sie mit der Zeit auch dessen Absicht, durch die Nationalsozialistische Volkswohlfahrt und „Braune Schwestern“ die christliche Sozialarbeit zurückzudrängen und insgesamt die christlichen Konfessionen zu zerschlagen. 1936 erschien in England ihre Schrift The ministry of women: One hundred years of women’s work at Kaiserswerth, 1836–1936. Während des Zweiten Weltkriegs, in dessen Verlauf in Kaiserswerth Lazarette für bis zu 600 Soldaten eingerichtet waren, engagierte sie sich in der Krankenbetreuung. Im Mai 1946, als auch die Kaiserswerther Diakonissenanstalt großen Schaden genommen hatte und Lebensmittel rationiert waren, wies Marie Gallison-Reuter ihre amerikanische Bank an, Gelder aus ihrem in den Vereinigten Staaten angelegten Privatvermögen für die Lieferung von Lebensmittel nach Kaiserswerth bereitzustellen. Zum Dank wurde sie zur „Ehrendiakonissin“ ernannt. 1950 erschienen ihre Erinnerungen letztmalig in einer Neuauflage, deren Erlös wieder der Diakonissenanstalt zugutekam.
Marie Gallison-Reuter starb im Alter von 93 Jahren im Schwesternkrankenhaus in Kaiserswerth. Die letzte Ruhestätte fanden ihre sterblichen Überreste neben denen ihres Mannes auf dem Mount Auburn Cemetery.